# Ronny Raith
Ronny Raith (* 30. Dezember 1976 in Zwiesel) ist ein deutscher Politiker (CSU) und Jurist. Am 8. Oktober 2023 wurde er zum Landrat des Landkreises Regen gewählt.

## Leben
Raith wuchs in Kirchberg im Bayerischen Wald mit zwei jüngeren Schwestern und familiären Wurzeln in Handwerk und Landwirtschaft auf. Er besuchte das Gymnasium in Zwiesel, leistete danach einen freiwillig verlängerten Wehrdienst beim Panzergrenadierbataillon 112 in Regen und begann 1997 ein Studium der Rechtswissenschaften an der Universität Passau. Parallel dazu studierte er ab 1999 als Stipendiat der Hanns-Seidel-Stiftung Katholisches Kirchenrecht im Lizentiatsstudiengang an der Katholischen Pàzmàny Pèter Universität in Budapest. 2005 wurde ihm das Doktorat im Kanonischen Recht erteilt (Dr. iur. can.), 2006 legte er in Passau das Zweite juristische Staatsexamen ab. Im März 2007 erhielt er die Zulassung als Rechtsanwalt und qualifizierte sich nachfolgend als „Fachanwalt Strafrecht“ und „Fachanwalt Versicherungsrecht“.
Er ist seit 2011 verheiratet und lebt in Kirchberg im Wald.

## Politische Ämter
Raith engagierte sich ab 1994 in der Jungen Union und wurde 2002 Gemeinderat in Kirchberg. Erstmals 2008 wurde er in den Kreistag des Landkreises Regen gewählt, war dort ab 2019 Fraktionssprecher der CSU und wurde 2020 Stellvertreter der Landrätin Rita Röhrl (SPD). Als Kandidat bei der Landratswahl am 8. Oktober 2023 erreichte er im ersten Wahlgang 60,4 Prozent der Stimmen vor dem AfD-Kandidaten Johann Müller (23 Prozent), der FDP-Kandidatin Gloria Gehring (11,3 Prozent) und dem Grünen-Kandidaten Markus Koller (5,2 %). Seine Vorgängerin Rita Röhrl konnte sich wegen Überschreiten der Altersgrenze nicht mehr bewerben und die SPD hatte keinen Kandidaten aufgestellt. Raith hat das Amt am 1. Dezember 2023 angetreten.